# Dreapta politică
Dreapta se numește acel segment al spectrului politic asociat cu poziții conservatoare, capitaliste, religioase, liberale sau, pur și simplu, opuse cu stânga politică. Acesta cuprinde multe curente ideologice diferite ale căror separare poate fi fără echivoc, având ca o prioritate apărarea țării (naționalism, patriotism) sau care caută, în primul rând, menținerea ordinii sociale (tradiționalism, conservatorism). În opoziție cu stânga politică, sectorul cel mai liberal subliniază un model de piață liberă mai presus de intervenția guvernului și urmărește să promoveze valorile și drepturile individuale față de poziții colectiviste sau statiste, în timp ce sectorul cel mai conservator este în favoarea unui cadru colectiv rigid, cu structură ierarhică și disciplinată. Dreapta mai moderată este, adesea, caracterizată ca centru-dreapta, în timp ce la extremă este clasificată ca fiind partida exagerată de dreapta, de extrema dreaptă sau dreapta ultraradicală.

## Ce este politica de dreapta
Politica de dreapta este o ideologie vastă și complexă, cu o istorie bogată și o influență semnificativă în societatea contemporană. În esență, se bazează pe promovarea libertății individuale, a economiei de piață liberă și a valorilor tradiționale.
Politica de dreapta este un domeniu de ideologii politice care consideră o anumită ordine socială ca inevitabilă, naturală, normală sau dezirabilă., sprijinind de obicei o poziție bazată pe dreptul natural, economie, autoritate, religie, biologie sau tradiție. Dreapta politică este asociată cu gândirea politică conservatoare.
Adepții politicii de dreapta consideră că indivizii ar trebui să fie liberi să-și ia propriile decizii, să-și urmeze interesele și să-și gestioneze resursele în mod independent. Ei pun accent pe responsabilitatea personală și consideră că statul nu ar trebui să interfereze excesiv în viața privată a cetățenilor.
Dreapta susține ideea unei economii bazate pe principiile pieței libere, cu o intervenție minimă din partea statului. Adepții politicii de dreapta cred că libera concurență stimulează inovația, eficiența și prosperitatea economică. Susțin reducerea impozitelor și a reglementărilor pentru a încuraja inițiativa privată și creșterea economică.
Politica de dreapta pune accent pe valori precum familia, religia, patriotismul și respectul pentru autoritate. Adepții săi consideră că aceste valori sunt fundamentale pentru o societate stabilă și prosperă.